# Pectinia teres
Espèce
Statut CITES
Pectinia teres est une espèce de coraux appartenant à la famille des Merulinidae ou la famille Pectiniidae.